# Рођендан (албум)
Рођендан је четврти студијски албум српског поп-фолк певача Аце Лукаса, који је издат 2000. године за Гранд продукцију. Албум, на којем се налази и насловна нумера, је добио име по 3. новембру, дану када се певач родио.

## Списак песама
На албуму се налазе следеће песме:

## Обраде
- 1. Рођендан (оригинал: Nikos Karvelas - To Xalaki)
- 2. Све су жене моје (оригинал: Vasilis Karras - Epistrefo)
- 3. Нико 1, 2, 3 (оригинал: Mezdeke - Haklil Eyem)
  - Оригиналну верзију те песме су отпевали Арапи 1992. године. Исте године, грчки певач Јанис Василију ју је отпевао.
- 5. Није ти ово Америка (оригинал: Antypas - Apagoreuetai na s' agapao)
- 8. Запишите ми број (оригинал: Vasilis Karras - Fеnomeno)